# Dom rodzinny Stefana Stuligrosza
Dom rodzinny Stefana Stuligrosza – budynek mieszkalny (kamienica), zlokalizowany w Poznaniu, przy ul. Starołęckiej 88 (Starołęka Wielka), po jej zachodniej stronie, na skarpie warciańskiej.
Siedmioosiową kamienicę z wejściem na osi czwartej wzniesiono w 1911. 26 sierpnia 1920 urodził się tutaj dyrygent Stefan Stuligrosz. Na świat przyszedł w mieszkaniu swojej babci ze strony matki, ludowej śpiewaczki – Franciszki Węcławek (Błotnej). Według wspomnień matki, Marii Stuligrosz, Stefan [...] bardzo lubił przedstawienia. Zorganizował sobie kilkoro dzieciaków na górce, gdzieś na strychu, i odgrywali. Potem założył sobie chórek. Zdolności muzyczne to już w 8. roku życia okazywał. Przychodził do nas pan Kubacki i uczył go grać na skrzypcach. Potem, gdy Stuligroszowie zamieszkali w budynku Małeckiego przy Drodze Dębińskiej, młody Stuligrosz spędzał soboty i niedziele w domu na Starołęce, uczestnicząc w nabożeństwach w nowym wówczas kościele św. Antoniego Padewskiego.
W 2009 na elewacji, przy wejściu odsłonięto okolicznościową tablicę pamiątkową.